# Oliveiro Dumas
Oliveiro Dumas (David Roselló) (València, 1964) és il·lustrador de contes infantils i juvenils. Va començar a dibuixar de manera ocasional allà pels anys vuitanta del segle xx, guanyant diversos concursos relacionats amb el món de la il·lustració i la historieta.
Durant la dècada dels noranta, va col·laborar amb els fanzines valencians més rellevants de moment (Kovalski Fly, Fancomic) i també va començar a treballar per a alguns estudis de disseny gràfic. A partir d'aquest moment va iniciar la seua singladura en la il·lustració de llibres i àlbums per a xiquets obtenint amb el seu primer títol publicat un èxit imprevisible. Amb el llibre El Señor Korbes y otros cuentos dels germans Grimm, de l'editorial Mediavaca, Oliveiro Dumas va obtenir el Bolonya Ragazzi Award de 2002, va aparèixer en el prestigiós catàleg The White Ravens 2002 i també va ser guardonat amb el premi al millor llibre valencià de 2001. Aquest llibre va ser traduït al coreà. Col·labora amb diverses editorials de llibres de contes infantils i juvenils.
En la seua altra faceta artística, compon i interpreta música per a les seues creacions audiovisuals i a més ha fundat i pertangut a algunes bandes de pop i rock valencianes. En l'actualitat segueix component i tocant esporàdicament amb el grup valencià Los Mocetones.

## Obra

### Il·lustració[4]
- El Señor Korbes y otros cuentos de Grimm - Ed. Mediavaca - 2001
- El gato tragón - Ed. Kalandraka - 2004
- Los tres lobitos y el cerdo - Faktoria K de Libros - 2007
- Aventuras subterráneas. A por las nintendos perdidas - Ed. Alba - 2013
- Una de piratas. Nintendos al abordaje - Ed. Alba - 2014
- El dragón (que no era verde) - Ed. La Fragatina - 2015
- El pájaro del hechicero - Autoeditat com a regal de reedició d'El Señor Korbes y otros cuentos de Grimm - Ed. Mediavaca - 2020

### Obra col·lectiva
- Projecte ATLAS - Encontre internacional d'industrials del moble (FEOEIM) - 1998
- Animalada - APIV - 1998
- Cine de papel - APIV - 2000
- Projecte 200 sueños ilustrados - Roger Omar - 2000
- Bienale ilustracii Bratislava - 2003
- Ilustrísimos - Bologna illustrators exhibition - 2005
- 40 elefants mariners - Carles Cano - 2006
- Ilustrada - APIV - 2007
- Nosaltres també - APIV - 2019
- Verd! - APIV - 2021

### Portades
- Benny y Omar - Ed. Planeta & Oxford - 2004
- Ilustra 2004 - APIV - 2004
- Benny y Babe - Ed. Planeta & Oxford - 2005

### Audiovisuals i cinema
- Curtmetratge d'animació "Mr. Friki". Director, guionista i música. Seleccionat Notodofilmfest 2007.
- Curtmetratge d'animació "Angelitos negros" de Víctor Nores. Seleccionat Notodofilmfest 2008.
- Curtmetratge "Papeles Rosas". Director, guionista i música. Selecció en la Mostra de Cinema de Mediterrani 2009. Selecció secció oficial Tirant Avant 2010.
- Curtmetratge "Dos relojes". Director, guionista i música. Premi Castell de Benissanó 2011 al millor actor (Joan Fàbregas).
- Seleccionat com a participant del projecte internacional GESAMNT de Lars Von Trier y Jenle Hallund. Any 2013.
- Curtmetratge "Un smartphone ya". Seleccionat per a triple destil·lació Notodofilmfest 2013.
- Curtmetratge "Gran escena de acción rodada con Tom Cruise". Seleccionat per a triple destil·lació Notodofilmfest 2013.
- Curtmetratge "Estribillo" de César Tormo. Participació com a càmera i tècnic de so. 7 Nominacions en Notodofilmfest 2016. Premiat amb el Gran Premi a Millor pel·lícula Premi al millor so.
- Curtmetratge "Zumbidos" d'Iván Pérez. 2018. Ayudant de Direcció. Seleccionat en Notodofilmfest 2018.
- Curtmetratge "Cuadro blanco". Director, guionista i música. Seleccionat en Notodofilmfest 2018.
- Curtmetratge "Zumbidos" codirigit junt a Iván Pérez. Seleccionat al Festival Internacional de curtmetratge de Radio City València 2019.